# 库拉拉
库拉拉（Kurara），是印度北方邦Hamirpur县的一个城镇。总人口11484（2001年）。

## 人口
该地2001年总人口11484人，其中男性6157人，女性5327人；0—6岁人口1842人，其中男1001人，女841人；识字率60.87%，其中男性为70.05%，女性为50.25%。